# Bereliurai
Bereliurai (Bere Liurai, Berlorai, Berliurai) ist eine osttimoresische Aldeia im Suco Fahisoi (Verwaltungsamt Remexio, Gemeinde Aileu). 2015 lebten in der Aldeia 423 Menschen.

## Geographie und Einrichtungen
Die Aldeia Bereliurai liegt im Nordosten des Sucos Fahisoi. Westlich liegt die Aldeia Deruti. Im Norden grenzt Bereliurai an den Suco Acumau, im Osten an den Suco Fadabloco und im Süden an den Suco Maumeta. Der Bauduen bildet den Grenzfluss zu Acumau. Der Südgrenze zu Maumeta folgt der Ai Mera. Beide Flüsse sind Teil des Systems des Nördlichen Laclós.
Entlang von Bergrücken führt von West nach Ost eine Straße durch die Mitte der Aldeia. An ihr liegen die Siedlungen Takabalu, Manu Uma und Bereliurai. Im Dorf Bereliurai befinden sich die Grundschule Slaurlala und der Sitz des Sucos Fahisoi.